# Vrbovka bahenní
Vrbovka bahenní (Epilobium palustre) je druh rostliny z čeledi pupalkovité (Onagraceae). Je rozšířena v mírném pásu Eurasie i Severní Ameriky. V České republice je rozšířena od nížin až do subalpínského stupně. Vyznačuje se zejména celokrajnými a na okraji podvinutými listy.

## Popis
Jedná se o vytrvalou rostlinu dosahující výšky nejčastěji 10–70 cm. Oddenky jsou poměrně krátké, koncem léta z nich vyráží velmi dlouhé výběžky s šupinovitými oddálenými listy. Lodyha je většinou jednoduchá nebo trochu větvená, dole lysá, nahoře přitiskle pýřitá a v květenství i se žláznatými chlupy, oblá, sbíhavé linie chybí nebo jsou jen málo naznačeny. Dolní a prostřední listy jsou obvykle vstřícné, nejvyšší pak střídavé, většinou přisedlé. Čepele jsou nejčastěji podlouhle až čárkovitě kopinaté, živě zelené, lesklé, asi 2–8 cm dlouhé a 0,3–1 cm široké, na okraji víceméně podvinuté a celokrajné. Květy jsou uspořádány v květenstvích, vrcholových hroznech a vyrůstají z paždí listenu. Květy jsou čtyřčetné, kališní lístky jsou 4, nejčastěji 3–4,5 mm dlouhé. Korunní lístky jsou taky 4, jsou nejčastěji 4–8 mm dlouhé, na vrcholu hluboce vykrojené, růžové až světle fialové barvy, zřídka bělavé. Ve střední Evropě kvete nejčastěji v červenci až v září. Tyčinek je 8 ve 2 kruzích. Semeník se skládá ze 4 plodolistů, je spodní, čnělka je přímá, blizna je celistvá, kyjovitá. Plodem je asi 5–8 cm dlouhá tobolka, je přitisle pýřitá a odstále žláznatá, v obrysu čárkovitého tvaru, čtyřhranná a čtyřpouzdrá, otvírá se 4 chlopněmi, obsahuje mnoho semen. Semena jsou cca 1,6–2 mm dlouhá, na vrcholu průsvitným límečkovitým přívěskem a s chmýrem a osemení je hustě papilnaté. Počet chromozómů je 2n=36.

## Rozšíření ve světě
Vrbovka bahenní má rozsáhlý areál, vyskytuje se skoro v celé Evropě, i když na jihu jen velmi málo, zato sahá až na sever Skandinávie, roste i na Islandu a v Grónsku, dále se vyskytuje na Kavkaze a přes Sibiř až na Dálný Východ včetně Číny a Japonska. Roste také v Severní Americe a to především v její severnější části, na jihu USA pak už chybí..

## Rozšíření v Česku
Druh je rozšířen roztroušeně od nížin do subalpínského stupně, v nížinách je ale vzácnější. Nejčastěji ho najdeme na slatinných a rašelinných loukách, ve vlhkých příkopech a na lučních prameništích.